# Ecker

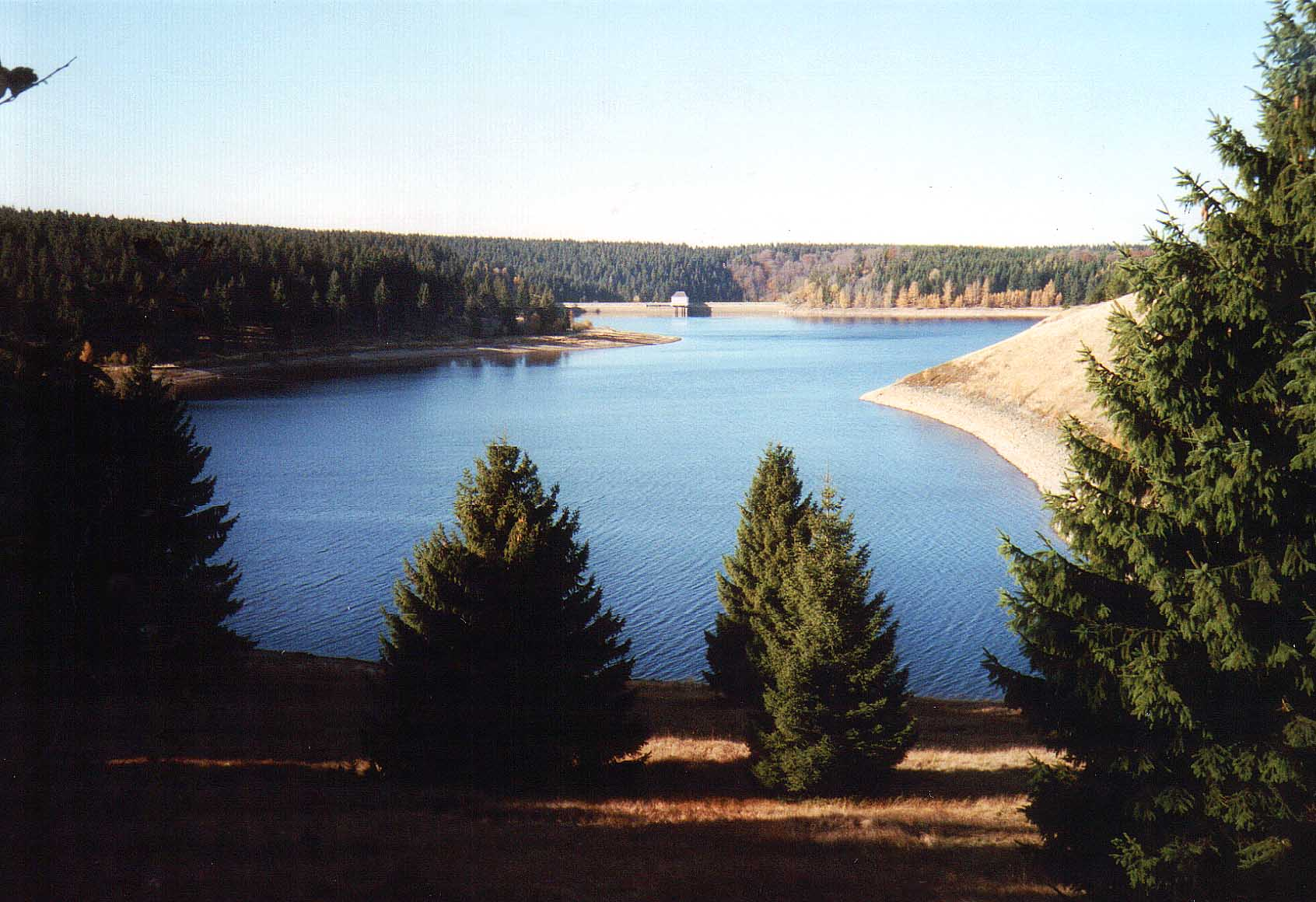
Blick von der Scharfenstein-Westflanke nordostwärts auf den von der Ecker durchflossenen Eckerstausee mit der Staumauerkrone im Hintergrund

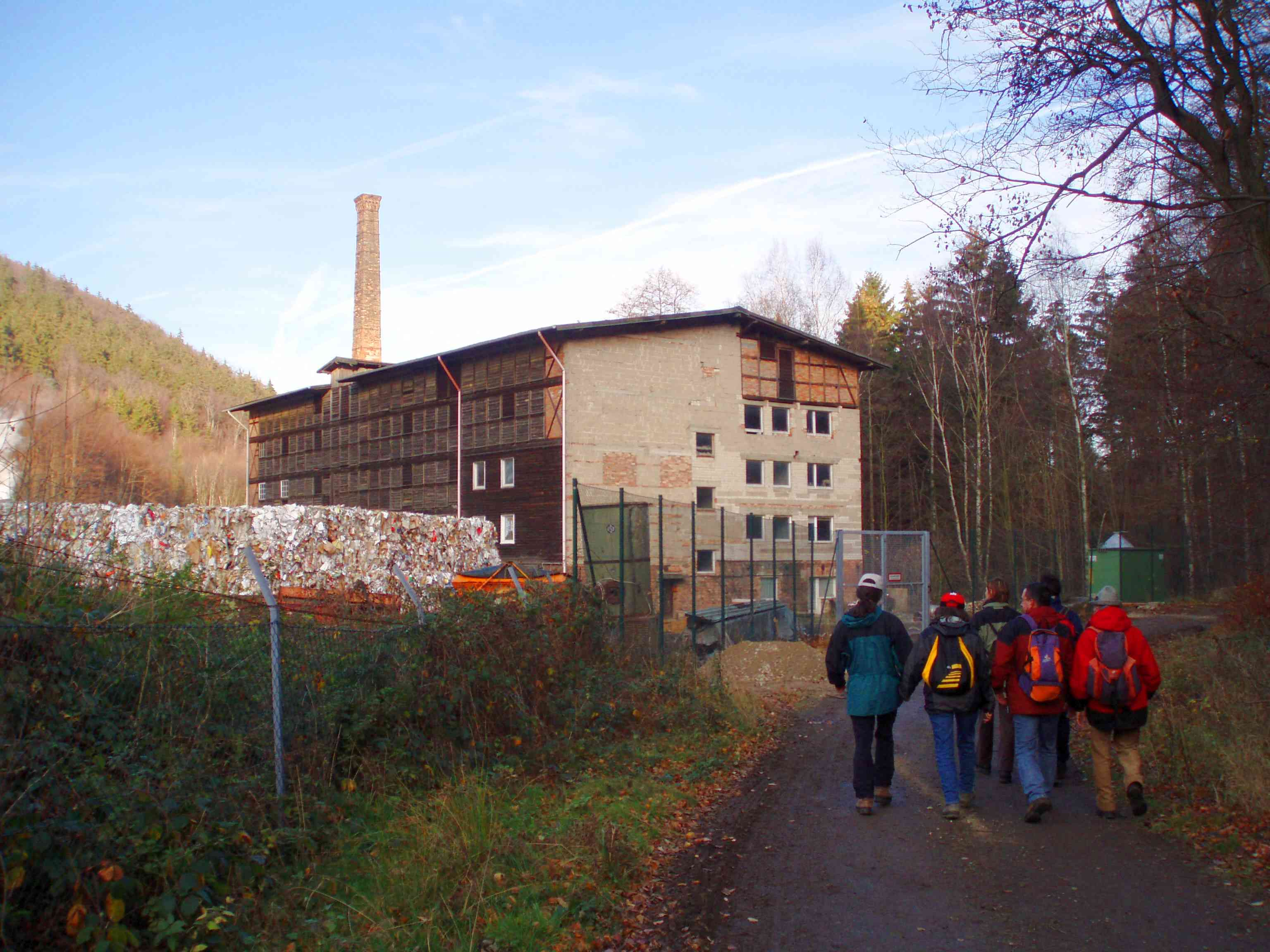
Pappenfabrik im mittleren Eckertal

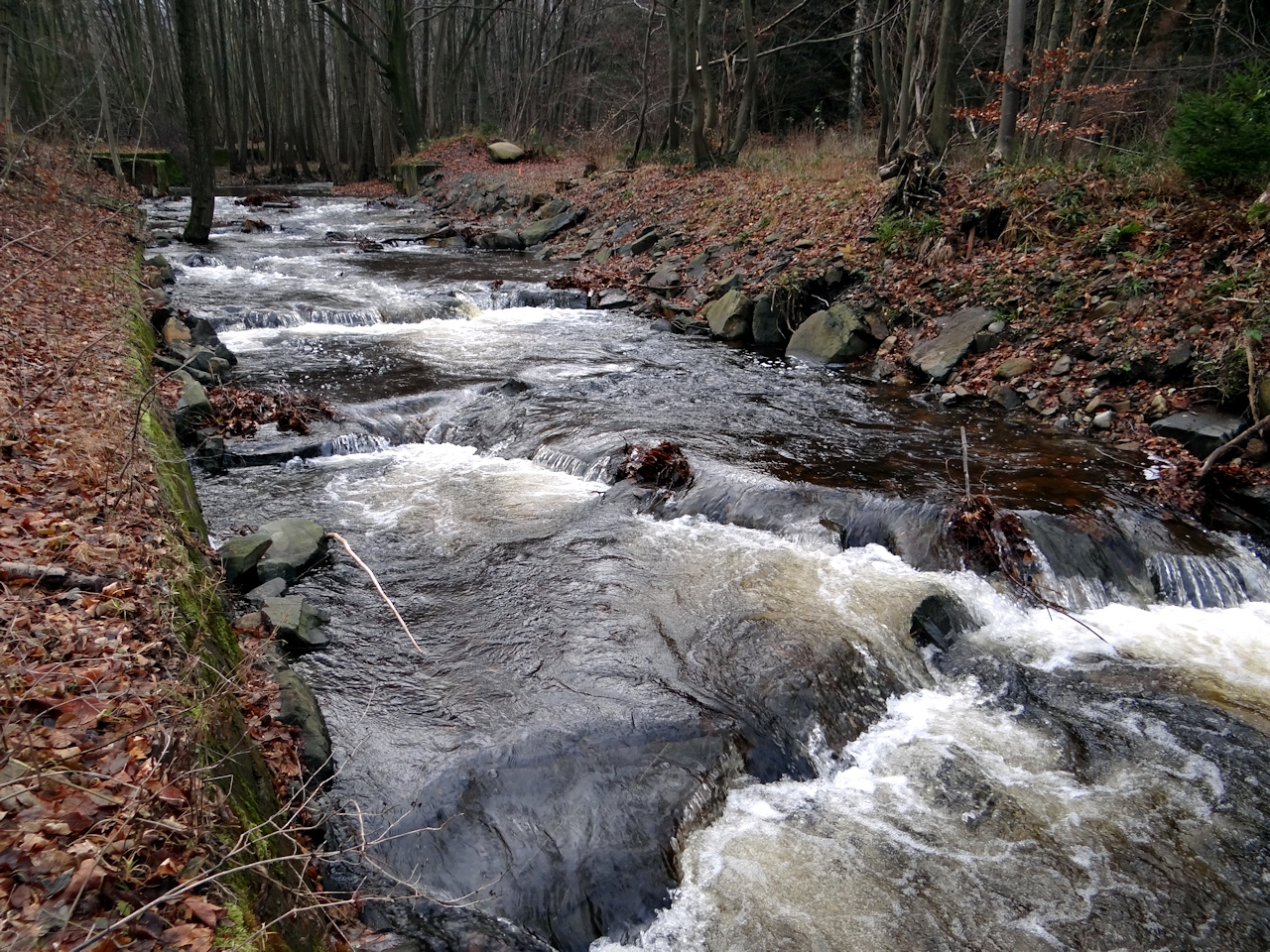
Die Ecker bei Eckertal: Die ehemalige Staustufe der Abschlagsstelle in den Ilse-Zufluss Stimmecke wurde durch eine Sohlgleite ersetzt.

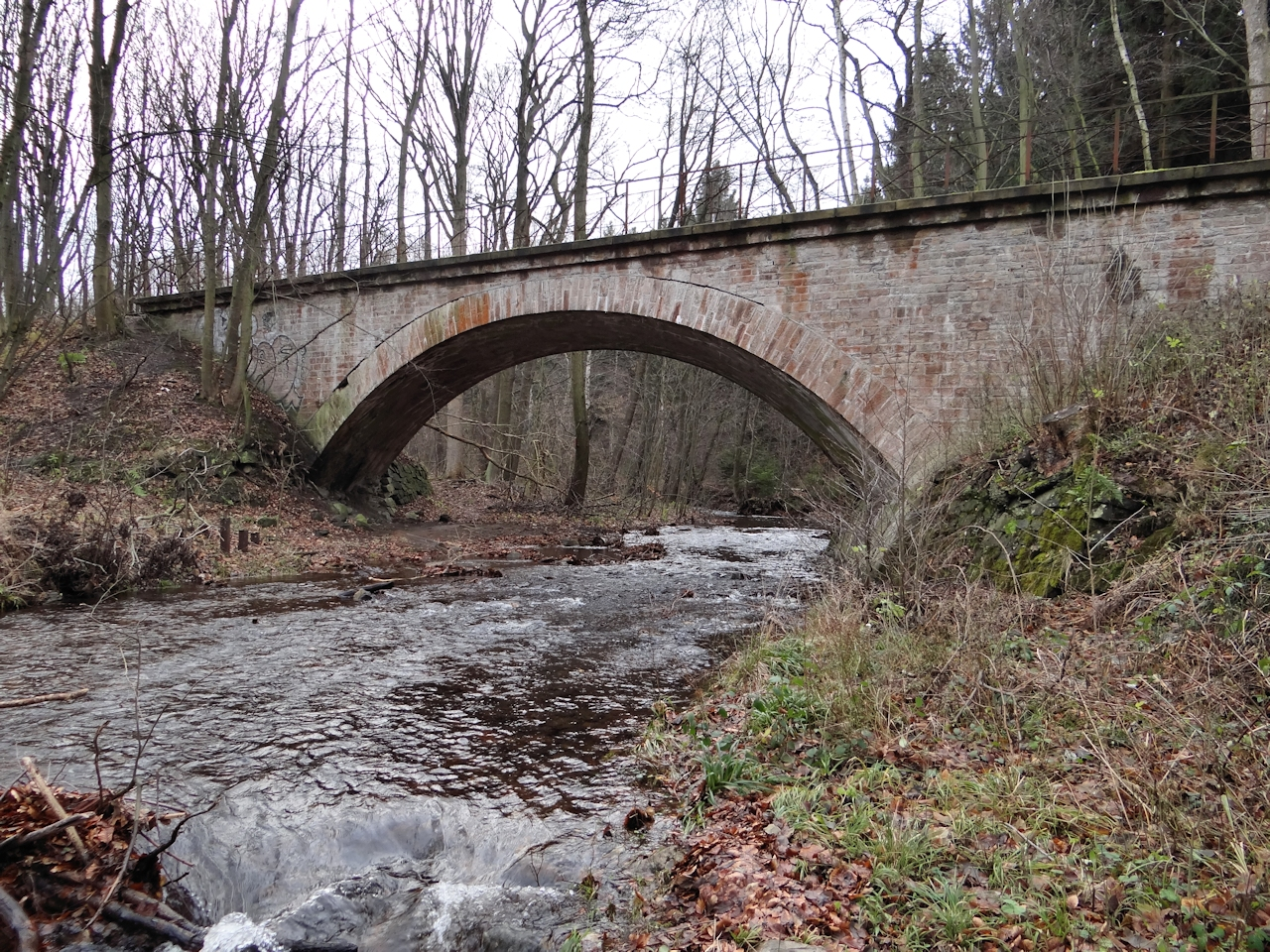
Eisenbahnbrücke der ehemaligen Bahnstrecke Ilsenburg-Bad Harzburg über die Ecker bei Eckertal

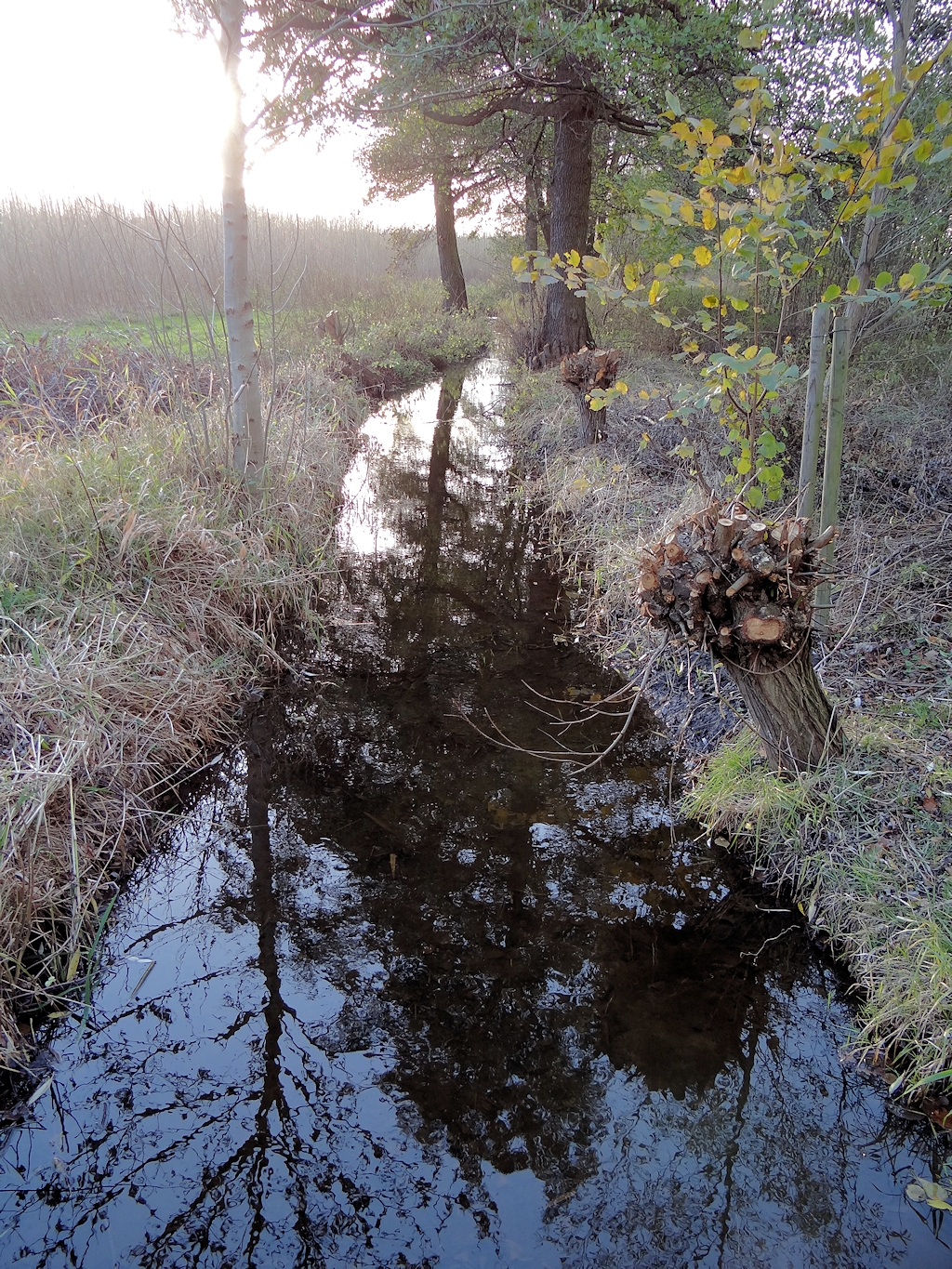
Von der Ecker abgezweigter Eckergraben nahe der Wasserburg Wiedelah, Blickrichtung grabenaufwärts

Die Ecker im niedersächsischen Landkreis Goslar und im sachsen-anhaltischen Landkreis Harz ist ein 25,6 km langer, orografisch rechtsseitiger und südöstlicher Zufluss der Oker. Sie fließt überwiegend im Harz, im Unterlauf auch im nördlichen Harzvorland.

## Geographie

### Verlauf
Die Ecker entspringt auf der Grenze von Niedersachsen und Sachsen-Anhalt im Nationalpark Harz am Ostrand des Brockenfelds auf etwa 893 m ü. NHN. Ihre Quelle, der Eckersprung, liegt 850 m westlich vom 1033,5 m hohen Gipfel des Königsbergs, einer Nebenkuppe des gelegenen Brocken, und etwa 1 km südsüdöstlich des niedersächsischen Quitschenbergs, der 881,5 m hoch ist.
Im Oberlauf bildet die Ecker, auf der Grenze von Niedersachsen und Sachsen-Anhalt fließend, in ihrem recht steilen und felsigen Bett die Westgrenze des Naturparks Harz/Sachsen-Anhalt. Sie nimmt aus den Mooren des Brockengebiets zahlreiche Bäche wie die von links kommende Abbe und den von der Kahlen Klippe kommenden Morgendbrodsbach auf und erreicht den westlich des Scharfensteins gelegenen Eckerstausee. Unterhalb von Staumauer und Wasserkraftwerk verläuft die Ecker durch das tief eingeschnittene Eckertal in nordöstliche Richtung und passiert dabei die westlich gelegene Muxklippe und den gegenüber liegenden Zillierwald. Weitere markante Erhebungen sind die linksseitige Rabenklippe und die gegenüber liegende Taubenklippe sowie die an der Ostseite gelegene Ruine Ahlsburg.
Danach verläuft die Ecker im mittleren Eckertal, wo seit dem 19. Jahrhundert eine Pappenfabrik steht. Dieser Bereich einschließlich der Zufahrt aus dem Norden wurde als schmaler Streifen aus dem Nationalpark ausgeklammert. Die Ecker ist weiterhin die Naturparkgrenze und fließt weiter nach Nordnordosten. Nach Verlassen des Nationalparks trennt sie den Naturpark Harz in Sachsen-Anhalt im Osten vom namensgleichen Naturpark Harz in Niedersachsen im Westen. Dabei verlässt sie den Harz und verläuft direkt östlich vorbei an Eckertal, einem Ortsteil von Bad Harzburg in Niedersachsen. Sie ist dort auf rund 230 m Höhe angekommen. Jenseits des nach wie vor auf der Landesgrenze verlaufenden Flusses liegt ostnordöstlich von Eckertal die Ortschaft Stapelburg, ein Ortsteil der sachsen-anhaltischen Einheitsgemeinde Nordharz.
Der Unterlauf der Ecker im nördlichen Harzvorland beginnt zwischen Eckertal und Stapelburg. Dort wendet sich der Fluss nach Nordwesten in Richtung Abbenrode, das ebenfalls zur Gemeinde Nordharz gehört. Bei dieser Ortschaft verläuft er ein kurzes Stück ausschließlich in Sachsen-Anhalt und im dortigen Naturpark Harz und unterhalb davon nochmals ein paar hundert Meter auf der Grenze beider Länder und Naturparks.
Dann erreicht die Ecker endgültig niedersächsisches Gebiet, verlässt die Naturparks und unterquert die A 36. Kurz darauf führt die Bahnstrecke Ilsenburg-Vienenburg über den Fluss und ebenso die Bahnstrecke Braunschweig–Bad Harzburg, deren schleifenartig angelegte Trasse das Gewässer zweimal kreuzt.
Nach Abzweigen des Eckergrabens durchfließt die Ecker noch die zu Goslar gehörende Ortschaft Wiedelah und mündet an deren Nordrand auf etwa 123 m Höhe in den Aller-Zufluss Oker.

### Grenzfluss
Vom Eckersprung bis kurz vor Abbenrode und unterhalb davon nochmals für ein kleines Stück ist die Ecker Grenzfluss zwischen dem Landkreis Harz in Sachsen-Anhalt und dem Landkreis Goslar in Niedersachsen. Bis zur Deutschen Wiedervereinigung verlief hier die innerdeutsche Grenze zwischen der Deutschen Demokratischen Republik und der Bundesrepublik Deutschland.

### Elbe-Weser-Wasserscheide
Der Eckersprung liegt an der Elbe-Weser-Wasserscheide. Während die Ecker, die in überwiegend nördlicher Richtung fließt, durch die Aller in die Weser entwässert, läuft das Wasser der Kalten Bode, die etwa 350 m südsüdwestlich am Südostrand des Brockenfelds entspringt, über die Bode und die Saale zur Elbe. Nach Osten hin gehört das unmittelbar anschließende Einzugsgebiet der ebenfalls am Brocken entspringenden Ilse zu dem der Aller und damit der Weser, während die noch weiter östlich entspringenden Fließgewässer der Saale zustreben.

### Einzugsgebiet und Zuflüsse
Das Einzugsgebiet der Ecker ist etwa 76,13 km² groß, davon liegen 24,3 km² in Sachsen-Anhalt. Der Einzugsbereich der Talsperre beträgt etwa 19 km². Zu den Zuflüssen der Ecker gehören linksseitig Abbe, Fuhlelohnsbach, Blaubach und Schamlah sowie rechtsseitig Morgenbrodsbach und Großer Giersbach.

### Eckergraben
Der Eckergraben ist ein künstlich angelegter Seitenarm der Ecker, der als überwiegend nordnordwestwärts verlaufender Wassergraben südlich von Wiedelah abzweigt und dann das Dorf östlich passiert. Später verläuft er durch Wülperode und Göddeckenrode (beide im Landkreis Harz; Sachsen-Anhalt) und durch Isingerode (im Landkreis Wolfenbüttel; Niedersachsen). Unterhalb von Isingerode begrenzt er östlich das Gelände des über 80 ha großen Kiesteichs Schladen. Er mündet hinter der Steinfelder Mühle etwa auf Höhe der Kaiserpfalz Werla von rechts in die Oker. Insgesamt ist er etwa 8 km lang, sein Einzugsgebiet 17,2 km² groß, wovon 6,6 km² in Sachsen-Anhalt liegen. Seine Gewässerkennzahl ist 48238. Die Gewässerqualität wird vom NLWKN der Klasse II zugeordnet.

## Gewässerqualität
Gemäß dem Gewässergütebericht des NLWKN von 2002 wird der obere Verlauf im Harz als naturnah bewertet, jedoch wegen einiger Uferbefestigungen und Veränderungen im Gesamtharz nur als „bedingt naturnah“, was der Strukturgüteklasse 2 entspricht. Die Talsperre ist ein schwerwiegendes Hindernis für den Austausch und die Migration von Organismen. Am Unterlauf gibt es Sohlabstürze und weitere Strukturveränderungen, so dass hier die Strukturgüte nur mit 3 bis 4 angegeben wird. Die Note 4 ist in den Abflussveränderungen begründet, die sich aus dem Abschlag in den Eckergraben ergeben; das Bett der Ecker fällt dadurch teilweise trocken und die Wehre beeinträchtigen die Durchgängigkeit des Gewässers.
Die chemische Beschaffenheit wird insgesamt als gut bewertet. Insbesondere gibt es keine nennenswerten Schwermetallbelastungen auf Grund des Bergbaus wie in einigen anderen Harzflüssen. Die biologische Qualität ist im gesamten Verlauf gut. Es wurden Steinfliegenlarven, Köcherfliegen und Eintagsfliegen nachgewiesen. Im Unterlauf sind dem Gütebericht zufolge Bachneunaugen und Groppen gesehen worden. Insgesamt wird die Gewässergüte der Klasse I im Oberlauf und ansonsten der Klasse I-II zugeordnet, also „unbelastet“ bis „sehr gering belastet“.

## Geschichte

### Herkunft und Bedeutung des Namens
Der Name des Flusses ist 1222 mit Ekkerne und 1420 mit Eckere, also doppeltem Konsonanten überliefert. Die Namensherkunft wird von Herbert Blume aus dem Wortstamm Agira gedeutet, der sich auch in anderen Flussnamen wie Eger oder Aire wiederfindet und für das „Vorwärtsdrängen“ des Gewässers steht. Die Oker wird in Abgrenzung zur Ecker als „Ober-Vorwärtsdrängende“ interpretiert, also als Hauptfluss. Albrecht Greule hingegen leitet als Grundform *Akrinō her, einer -in-Ableitung von *Akrō, dem ursprünglichen Namen der Oker. Er interpretiert den Namen daher als 'zur Oker gehörend'.

### Flößerei
Das Holz aus dem waldreichen Gebiet des Harzes war als Malterholz und als Bauholz in den Städten Braunschweig und Wolfenbüttel begehrt. Unter der Regierung von Herzog Julius erfolgte ein reger Ausbau der Harzflüsse Radau und Ecker für die Flößerei. Am 13. Juli 1580 berichtete eine Kommission herzoglicher Beamten über die Untersuchung des Eckerlaufs. Demnach war die Ecker in einem naturbelassenen Zustand, also verbaut mit allerlei Geröll und umgestürzten Bäumen. Im Oberlauf, der mit seinem starken Gefälle gut zum Flößen geeignet war, konnten diese Hindernisse rasch beseitigt werden. Im Unterlauf mussten natürliche Verästelungen des Flusses abgesperrt und die Ufer mit Flechtwerk befestigt werden.
Noch 1580 wurden die ersten Brennholzflöße zu Wasser gelassen und 1585 die Ecker auch im Oberlauf ausgeräumt. Die dafür nötigen Arbeitskräfte wurden aus den umliegenden Ämtern verpflichtet, die Kosten wurden durch Sonderabgaben für Klöster und Ämter bestritten. Die Flößerei war einträglich, was durch zahlreiche Abrechnungen dokumentiert ist. Aus den Dokumenten geht auch hervor, dass Weinstöcke für das Schloss Hessen und das Schloss Schladen geflößt worden sind.
Geflößt wurde, bis 1838 die Bahnstrecke Braunschweig–Bad Harzburg in Betrieb ging.

## Wandern

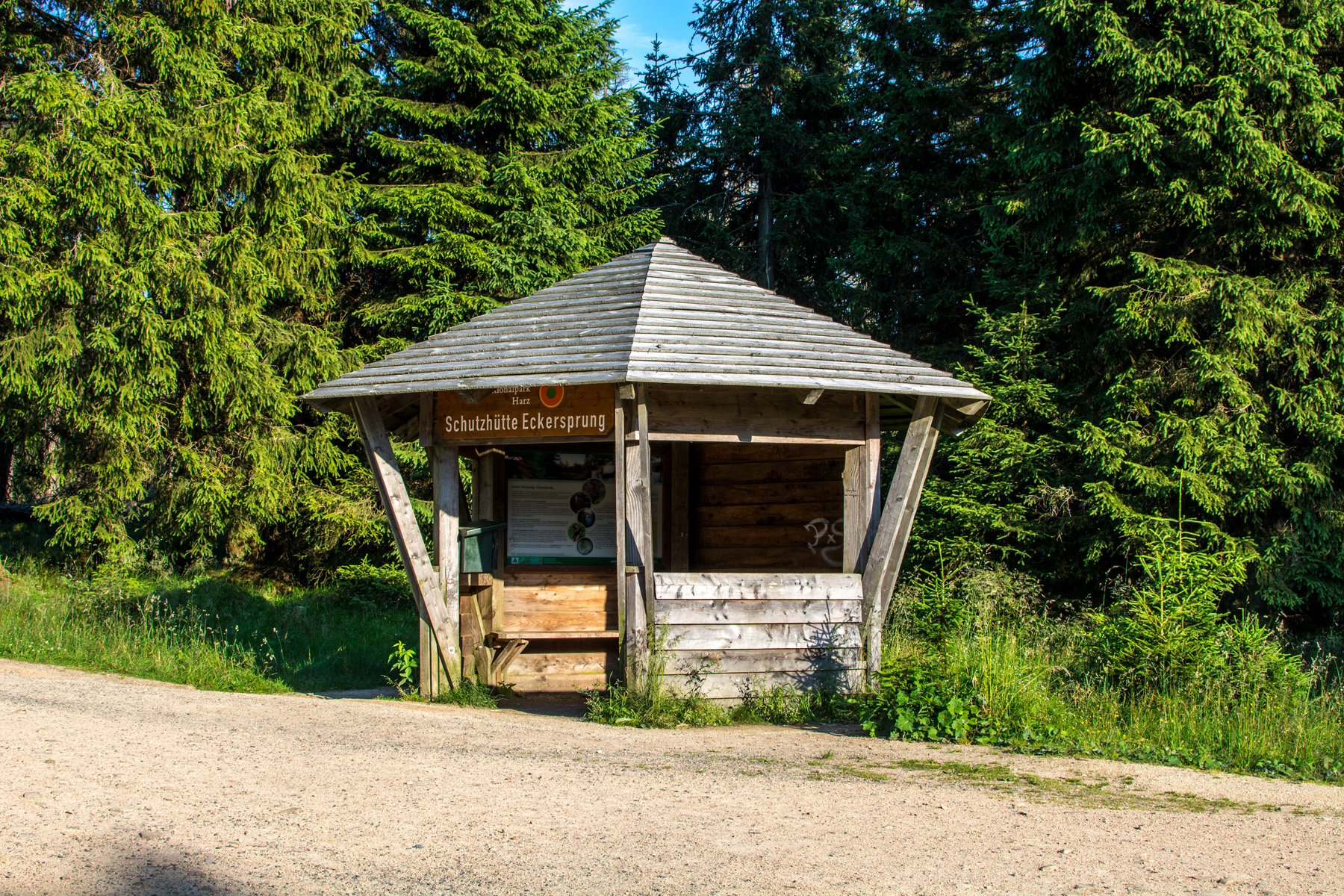
Schutzhütte Eckersprung

Bis zur Öffnung der innerdeutschen Grenze endete nahe dem Eckersprung der von Torfhaus kommende Goetheweg. Heute liegt dort ein Rastplatz unter anderem mit der Schutzhütte Eckersprung und der Goetheweg führt wie zu früheren Zeiten bis auf den Brocken weiter. Der Eckersprung ist als Nr. 136 in das System der Stempelstellen der Harzer Wandernadel einbezogen.